# Wijst

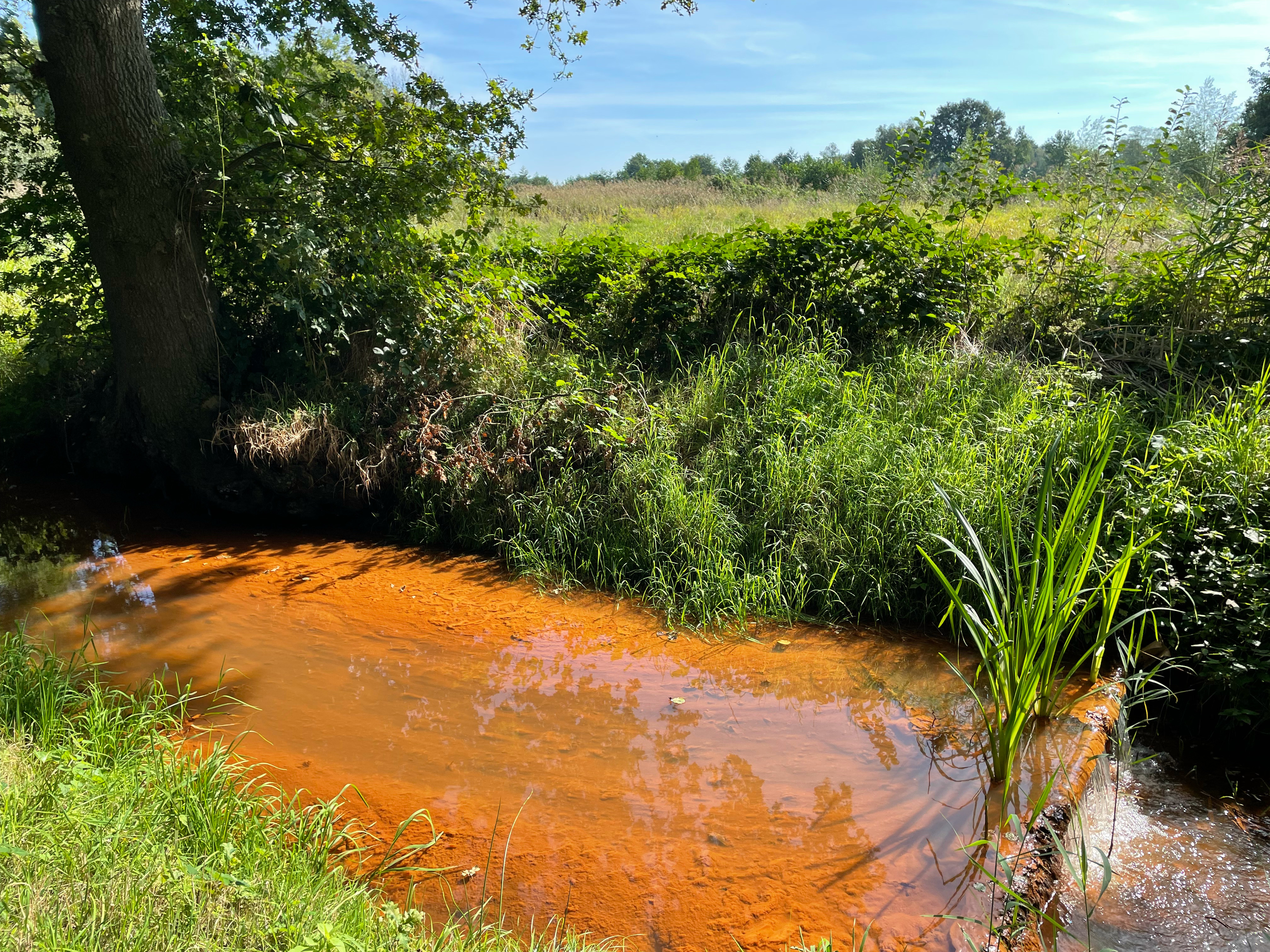
Kleine stuw in beek met sterk ijzerhoudend water nabij peelrandbreuk bij Bedaf, Noord-Brabant.

Wijst is een vorm van kwel die kan optreden bij een geologische breuk.
In Nederland komt wijst voor bij de Peelrandbreuk en bij een aantal begeleidende, kleinere breuken.
De bodem aan de hoge zijde, de horst, bestaat hier uit rivierzand, grofkorrelig zand, dat ooit door de Maas en de Rijn is afgezet. De bodem aan de lage zijde, de slenk, bestaat uit dekzand, door de wind afgezette zanden met een fijnere korrelgrootte dan de rivierzanden. De dekzanden liggen ter plaatse van de slenk op de oudere afzettingen met rivierzand.
De grondwaterstroom ondervindt in het dekzand meer weerstand dan in het rivierzand, waardoor het grondwater ter plaatse van de breukrand wordt opgestuwd en als kwel (wijst) naar de oppervlakte komt.
In het gebied van de Peelrandbreuk brengt de wijst sterk ijzerhoudend water naar boven, waardoor zich langs het breukvlak slecht doorlaatbare ijzerafzettingen vormen die de waterstroom nog meer blokkeren, waardoor de hoger gelegen horstgronden veel natter zijn dan de lagere slenkgronden.
Doorsnijding van het breukvlak door het graven van waterlopen loodrecht op de breuk, bijvoorbeeld ten behoeve van ruilverkaveling of wegenaanleg, kan de wijst doen verdwijnen en de bestaande waterhuishouding verstoren..
De Wijstgronden bij Uden, een nog ongestoord wijstgebied, zijn beschermd als natuurgebied. Ook op het landgoed De Stippelberg, gelegen op de aan de Peelrandbreuk gerelateerde Storing van Milheeze, komen wijstverschijnselen voor.